# タスクフォース・クレプトキャプチャー
タスクフォース・クレプトキャプチャー（英語: Task Force KleptoCapture）は、2022年3月に設立されたアメリカ合衆国司法省のユニットであり、ロシアのウクライナ侵攻に対応してロシアのオリガルヒに対する制裁を施行することを目的としている。クレプトキャプチャーは「盗っ人捕獲」という意味。

## 背景
2014年のウクライナ東部での親ロシア派の騒乱の勃発した時から、アメリカはロシア政府、軍、経済の戦略的部門に対して、ロシアの行動に対する多数の経済制裁を課してきた。2022年2月のロシアのウクライナ侵攻を受けて、アメリカはロシアに新たな制裁を課し、既存の制裁も強化された。
2022年一般教書演説で、アメリカ合衆国大統領のジョー・バイデンは以下の取り組みを発表した:
今夜、この暴力的な政権から何十億ドルを吸い上げてきたロシアの新興財閥や腐敗した指導者たちに、もうそうはさせないと宣言する。
米司法省は、ロシアの新興財閥の犯罪を追及する専門タスクフォースを組織している。
我々は欧州の同盟国と同調し、ヨットや高級マンション、自家用ジェット機を発見し、差し押さえる。不正に得た利得を没収する。
バイデンの演説の翌日、アメリカ合衆国司法長官のメリック・ガーランドは、省庁間の取り組みであるタスクフォース・クレプトキャプチャーの設立を発表した。

## 構造
タスクフォースのリーダーにはニューヨーク市のベテラン連邦検察官、アンドリュー・アダムスが就任した。アダムスはこれまでにRazhden Shulayaの訴追や、ビットコインの資金洗浄者チャーリー・シュレムの資産没収訴訟などを行ってきた。
米司法省のチームの一員として発表された他のメンバーには、局内の1ダース以上の検事を率いる米司法省の国家安全保障局と刑事局の副局長の他、税務局、民事局および全国の米連邦検事局が含まれる。クレプトキャプチャーの裁判所への提出書類に記載されている連邦検事は、司法省で最も経験豊富な検察官の一人である。
さらに、連邦捜査局、連邦保安官局、アメリカ合衆国内国歳入庁、アメリカ合衆国郵便検査局、アメリカ合衆国移民・関税執行局およびアメリカ合衆国シークレットサービスの職員をタスクフォースに加入させることも発表された。タスクフォースの主な目的は、ロシア政府との違法な関与とウクライナ侵略の収益であると米国政府が主張した資産を凍結し、押収するために、これらのロシア人に対して設定された制裁を課すことである

## 活動
2022年3月11日、バイデン大統領は、高級品の取引を禁止する経済制裁命令である大統領令 14068号「継続するロシア連邦の侵略に関して特定の輸入、輸出、および新規投資の禁止」に署名した。
並行して、財務省はヴィクトル・ヴェクセリベルクの推定1億8000万ドル相当の資産（エアバスA319-115、スーパーヨット「タンゴ」）を具体的に指定した。タンゴの推定価値は9000万ドル（米司法省の推定）～1億2000万ドル（ウェブサイト「Superyachtfan.com」より）。
2022年3月25日、FBI特別捜査官はタンゴの押収を支持する宣誓供述書をコロンビア特別区連邦地方裁判所に提出した。宣誓供述書には、合衆国法典第18編第1349条（銀行詐欺を行う陰謀）、合衆国法典第50編第1705条（国際緊急経済権限法）、および合衆国法典第18編第1956条（マネーロンダリング）違反の疑いのため、タンゴの押収には相当の理由があるとし、この押収は民事および刑事資産の没収に関するアメリカの法律によって承認されていると記載されていた。
2022年4月4日、治安判事Zia M. Faruquiは押収を承認する命令に署名した。Faruqui判事は、「標的財産の押収は、プーチンの残虐行為を助長する者たちを待ち受ける報いの始まりにすぎない。司法省も歴史も、間違った側を選んだオリガルヒに親切ではないだろう。（中略） 司法省の押収は、スネーク島の勇敢なウクライナ兵のメッセージに同調したものだ」として命令書を締めくくった。
スペインの治安警備隊、FBI捜査官、米国土安全保障省の法執行官がマヨルカ島でスーパーヨット「タンゴ」を押収した。米司法省のプレスリリースによると、タンゴの押収はタスクフォース・クレプトキャプチャーの要請によるものであった。
2022年6月6日、アメリカはロシアのウクライナ侵攻を受けた制裁に違反したとして、ロマン・アブラモヴィッチが所有する自家用飛行機2機（ボーイング787-8型とガルフストリームG650ER型、2機で計4億ドル超の資産価値）を差し押さえるための令状を取得したと発表した。米国のプレスリリースによると、この押収は、タスクフォース・クレプトキャプチャーと協力して、ニューヨーク州南部地区連邦検事局によって要求されたものであるという。
2022年8月8日、米連邦検察当局は、ロシア議会下院議員で、ロシアの犯罪組織とつながりがあるとして制裁を受けているロシアのオリガルヒ、アンドレイ・スコチが所有する航空機1機について押収令状を取ったと発表した。米国のプレスリリースによると、この航空機はエアバス A319-100（機体記号：P4-MGU）で資産価値は9000万ドル以上であるといい、以前に米国財務省外国資産管理局 (OFAC) によってブロックされていた。ニューヨーク州南部地区連邦検事局は、タスクフォース・クレプトキャプチャーと協力してこの調査を主導した。